# Platypodia
Platypodia is een geslacht van kreeftachtigen uit de klasse van de Malacostraca (hogere kreeftachtigen).

## Soorten
- Platypodia alcocki Buitendijk, 1941
- Platypodia cristata (A. Milne-Edwards, 1865)
- Platypodia delli Takeda & Webber, 2006
- Platypodia eydouxi (A. Milne-Edwards, 1865)
- Platypodia foresti Serène, 1984
- Platypodia granulosa (Rüppell, 1830)
- Platypodia helleri
- Platypodia morini (Ward, 1942)
- Platypodia pseudogranulosa Serène, 1984
- Platypodia semigranosa (Heller, 1861)
- Platypodia tomentosa (de Man, 1902)